# Enniskillen
Enniskillen (Inis Ceithleann en irlandais) est la plus grande ville du comté de Fermanagh en Irlande du Nord, au Royaume-Uni. Elle est localisée au centre du comté, sur le fleuve Erne. C'est une ville insulaire qui sépare les parties haute et basse du Lough Erne.
Au dernier recensement de 2021, la population comptait 14 120 habitants. Enniskillen est également le siège du gouvernement local du district de Fermanagh and Omagh, issu de la fusion le 1er avril 2015 des anciens districts de Fermanagh et d'Omagh.

## Histoire

### Origines
Le sud du comté de Fermanagh avait la particularité d’avoir de nombreux lacs, servant de protection naturelle contre toute attaque. Les Maguire faisaient régner l’ordre grâce notamment à leur flottille de 1 500 bateaux. La ville assurait la liaison principale entre deux des quatre provinces : l’Ulster et le Connaught.
Au début du XVIIe siècle, les grands chefs des clans irlandais connurent une défaite mémorable et furent obligés de fuir (Flight of Earls en 1607). La région fut alors colonisée par la Couronne d’Angleterre et Enniskillen devint la capitale. Bastion loyaliste, les troupes anglaises combattirent et mirent en échec les troupes irlandaises en 1641 puis en 1689.
Au XIXe siècle, avec les luttes de la Land League et la réforme agraire, le comté redevint majoritairement catholique et nationaliste. Après la partition de l’île en 1922, le comté fut rallié à l’Irlande du Nord, malgré une majorité nationaliste et républicaine. Les Britanniques supprimèrent la proportionnelle, utilisèrent la technique du « gerry-mandering », ce qui permirent aux loyalistes d’obtenir la majorité et de la garder jusqu’en 1968.
À partir de cette date, le mouvement des droits civiques obtint le « one man, one vote » et la représentation du comté redevint nationaliste.

### Les Troubles
Pendant la seconde moitié de XXe siècle, la ville fut le théâtre privilégié des « Troubles ». En 1981, Bobby Sands, républicain irlandais, membre de l’IRA provisoire, député du Sinn Féin et gréviste de la faim, fut élu à la Chambre des communes du Royaume-Uni pour la circoncription Fermanagh and South Tyrone. L'incident le plus important fut connu sous le nom de Remembrance Day Bombing (le 8 novembre 1987), dans lequel onze personnes trouvèrent la mort sous les bombes de l’IRA provisoire.

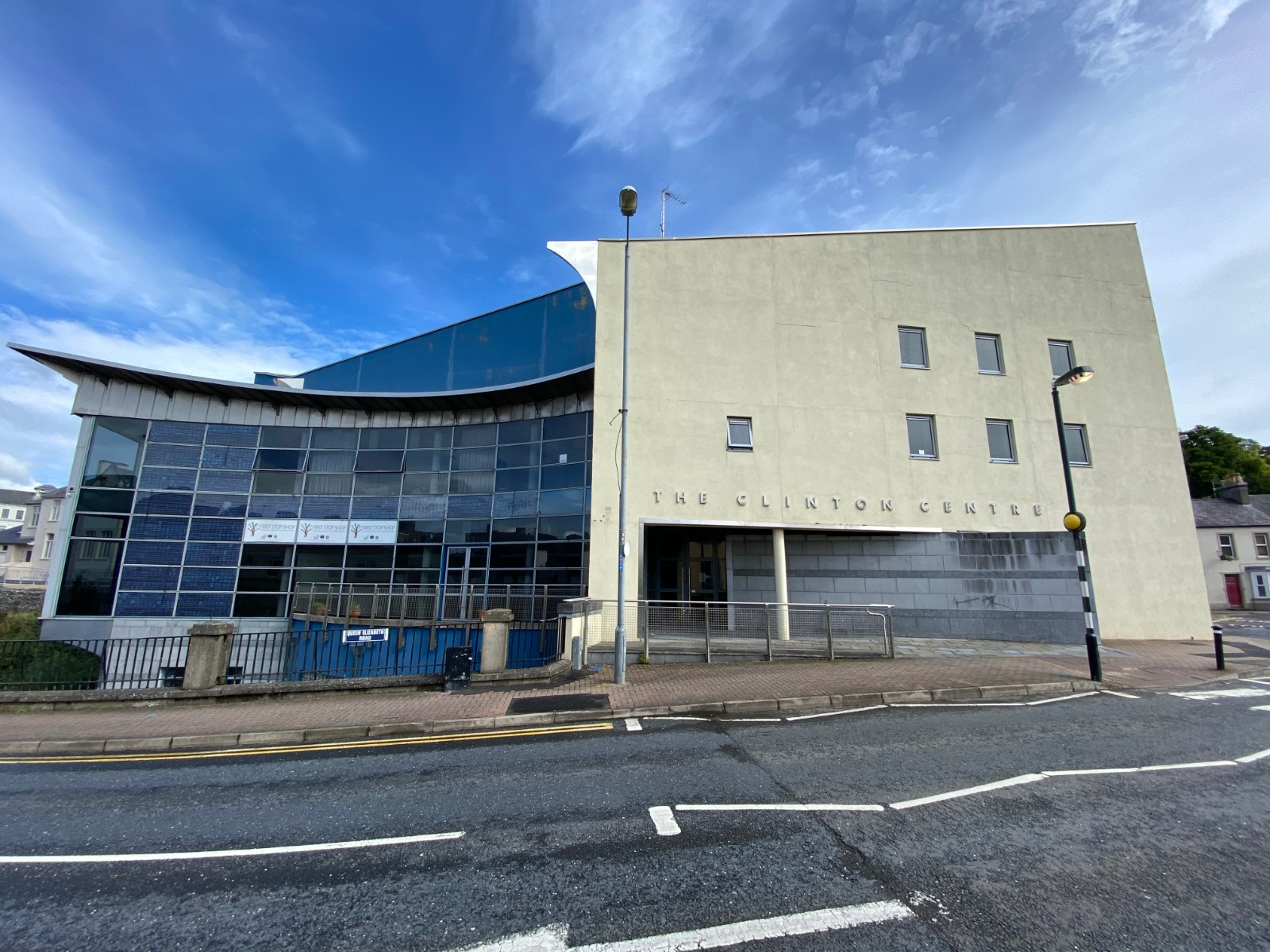
Clinton Centre.

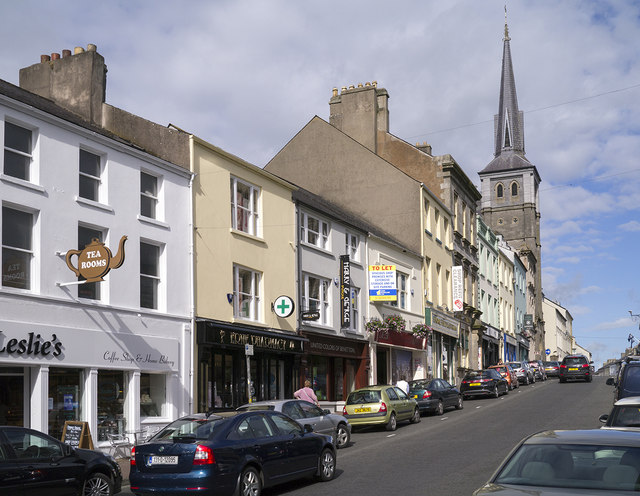
Darling Street, avec le clocher de l'église Saint-Michel.

## Monuments et lieux de visite
- Castle Coole, townland et manoir néoclassique de la fin du XVIIIe siècle ;
- Château d'Enniskillen[3], construit au XVIe siècle, il abrite le musée du comté de Fermanagh et un autre pour les 5th Royal Inniskilling Dragoon Guards et les Royal Inniskilling Fusiliers ;
- Église Saint-Michel (catholique), de 1825 (église d'origine érigée en 1803) ;
- Cathédrale Saint-Macartin d'Enniskillen (anglicane), de 1840, construite sur le site de l'ancienne église Sainte-Anne de 1627 ;
- Portora Castle, monument historique de 1613 qui a joué un rôle militaire important lors des insurrections de 1641 et de 1688 ;
- Clinton Centre, situé sur le site de l'attentat à la bombe du jour du Souvenir du 8 novembre 1987. L'ancien président des États-Unis, Bill Clinton, a donné son nom à l'installation en hommage à la paix et à la prospérité en Irlande et dans le monde entier. Il s'est rendu plusieurs fois sur le site en compagnie de son épouse, Hillary Clinton.
- École royale de Portora[4], fondée par charte royale de Jacques Ier en 1608. Aux XVIIe et XVIIIe siècles, l'école attira d'éminents maîtres classiques et ecclésiastiques du Trinity College de Dublin. Elle acquit une formidable réputation dans toute l'Irlande pour son érudition classique, ce qui lui valut son surnom contemporain de « Grande École d'Enniskillen ». À l'époque victorienne, sous la direction du révérend Dr William Steele, l'école devint une école publique irlandaise de premier plan, grâce à la fréquentation d'Oscar Wilde (1864-1871) et du père John Sullivan, s.j (1873-1879), visite guidée ;
- Théâtre d'Ardhowen[5], depuis  1986, lieu de représentations, d'ateliers et d'expositions. Il dispose d'un auditorium de 284 places et d'un studio de danse.

## Personnages célèbres
- Samuel Beckett, dramaturge, élève de Portora Royal School
- Roy Carroll, gardien de but de Derby County
- Adrian Dunbar, acteur
- Neil Hannon, chanteur et compositeur de chansons, élève de Portora Royal School
- Joan Trimble, compositrice et pianiste
- Frank Hoy, lutteur professionnel
- David Robinson, photographe et éditeur, élève de Portora Royal School
- Edward Kernan, évêque catholique
- Kyle Lafferty, footballeur professionnel
- Charles Lawson, acteur
- Henry Francis Lyte, compositeur d'hymne, élève de Portora Royal School
- Nial Fulton, producteur de films et de téléfilms, élève de Portora Royal School
- Michael McGovern, gardien de but
- Kieran McKenna, entraîneur de football professionnel et ancien joueur
- Ciarán McMenamin, acteur de TV
- Frank Ormsby, poète
- Seán Quinn, entrepreneur et homme le plus riche de l'Irlande (à l'origine de Derrylin)
- Trevor Birney, journaliste
- Gerald Grosvenor (6e duc de Westminster), à vécu à Ely Lodge sur le Lough Erne, ancienne résidence d'Ulster du 5e duc et de la duchesse de Westminster, Viola Lyttelton
- Oscar Wilde, écrivain et dramaturge, élève de Portora Royal School
- Bobby Kerr (1882-1963), champion olympique sur 200 mètres en 1908, né à Enniskillen.

## Population
Enniskillen est considérée comme ville moyenne par l'Agence des statistiques et de la recherche d'Irlande du Nord (NISRA) avec 14 120 habitants ; 21 % de la population totale ont entre 0 et 16 ans et 19 % ont entre 65 ans et plus ; 48,1 % sont des hommes et 51,9 % sont des femmes.
La religion majoritaire est le catholicisme, représentée par 61,52 % de catholiques, et 29,09 % appartiennent ou ont été élevés dans diverses confessions « protestantes et autres chrétiens (y compris les chrétiens apparentés) », 2,2 % appartiennent à d'autres religions et 7,19 % n'ont pas d'antécédents religieux. 
De tous les districts d'Irlande du Nord, Enniskillen se classe au quatrième rang avec un taux de chômage de 4,7 %, après Derry, Strabane et Belfast.

## Éducation

### Écoles primaires
- Erne Integrated Primary school
- Model primary school
- Holy Trinity Primary School
- Jones Memorial Primary School

### Écoles secondaires
- Erne Integrated College
- Devenish College
- Enniskillen Collegiate
- Portora Royal School
- Mount Lourde's Convent Grammar School
- St Michael's College
- St Fanchea's College
- St Joseph's College
- The Collegiate

### Universités

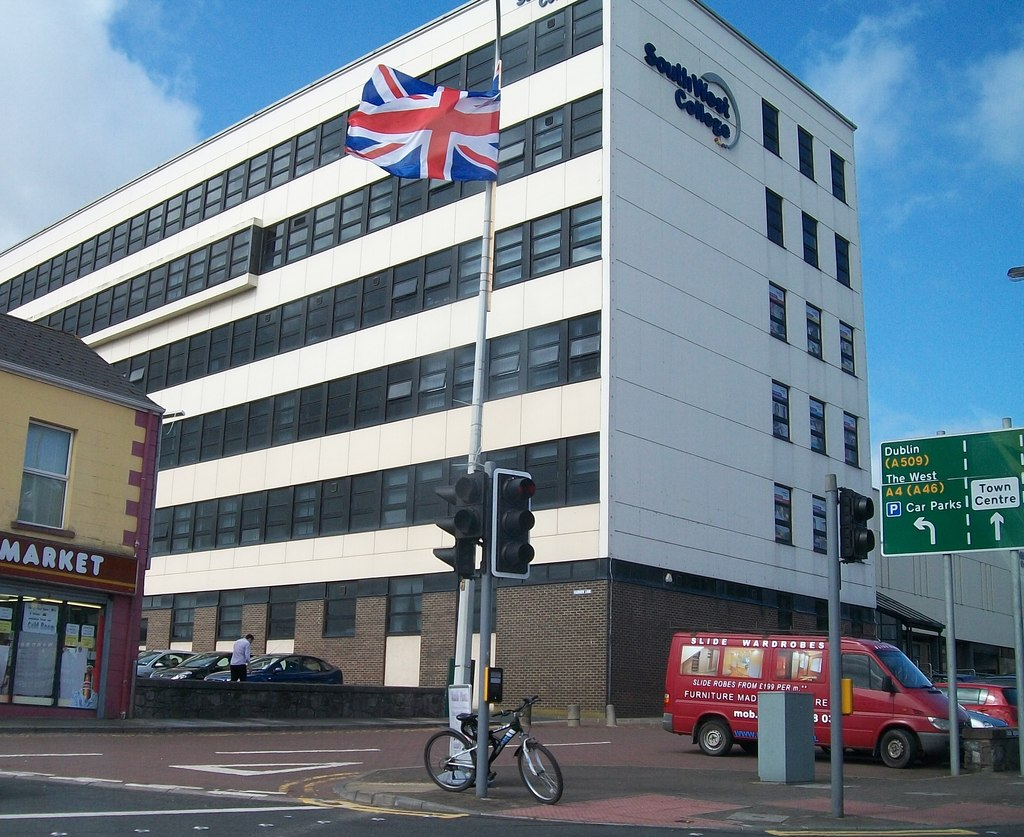
L'ancien campus Fairview du South West College.

- South West College, établissement régional d'enseignement supérieur. Le campus d'Erne à Enniskillen, sur le site de l'ancien hôpital d'Erne, a ouvert ses portes en 2021. Ce campus a été récompensé en 2022 pour ses normes en matière de construction environnementale. L'ancien campus, situé à Fairview, également à Enniskillen, a été mis en vente en 2022.
- Enniskillen College of Agriculture, Food and Rural Enterprise
- Fermanagh College

## Jumelage
- Bielefeld (Allemagne) depuis 1958

## Galerie

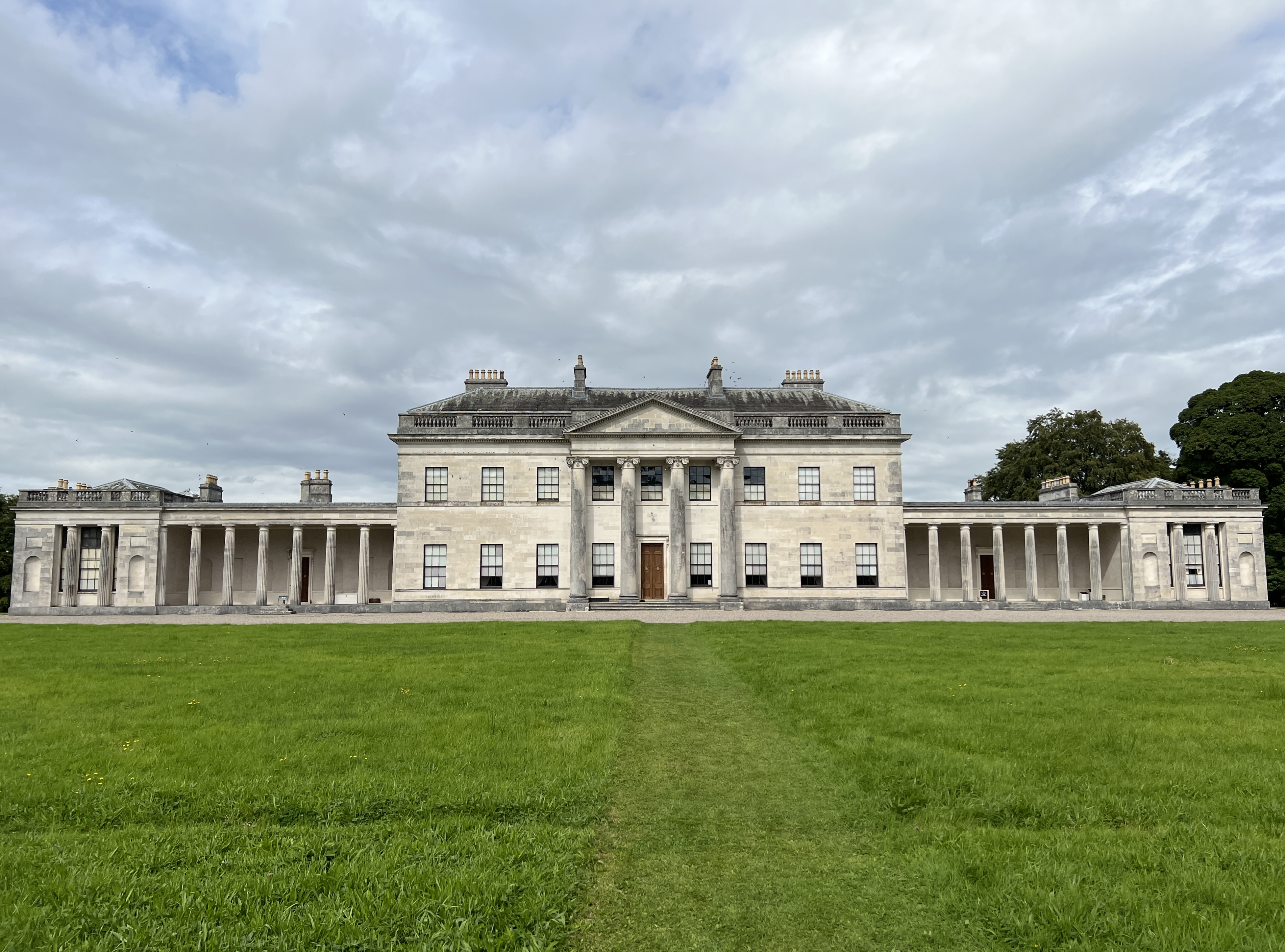
Castle Coole.
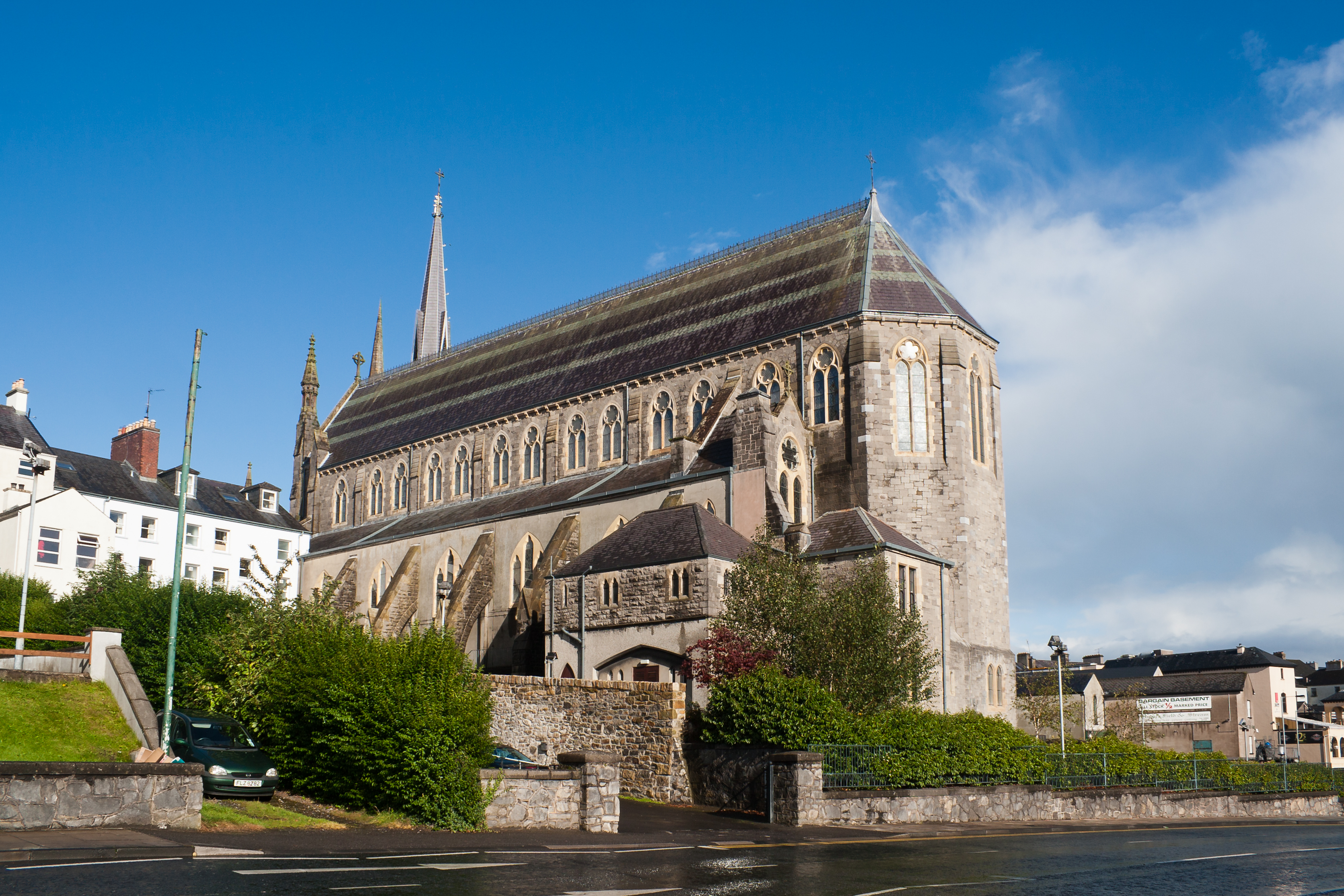
St. Michael's Church.
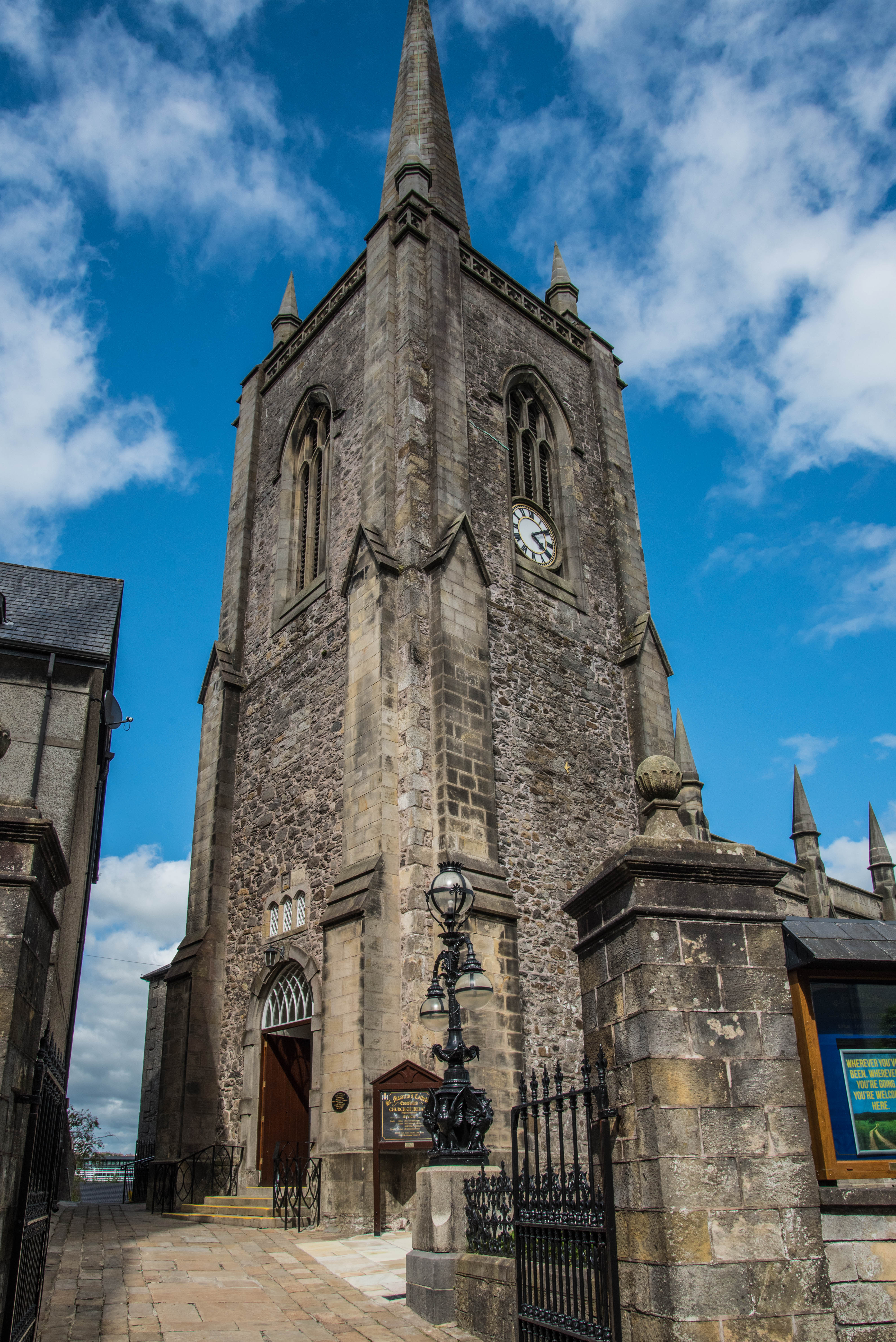
St Macartin's Cathedral.
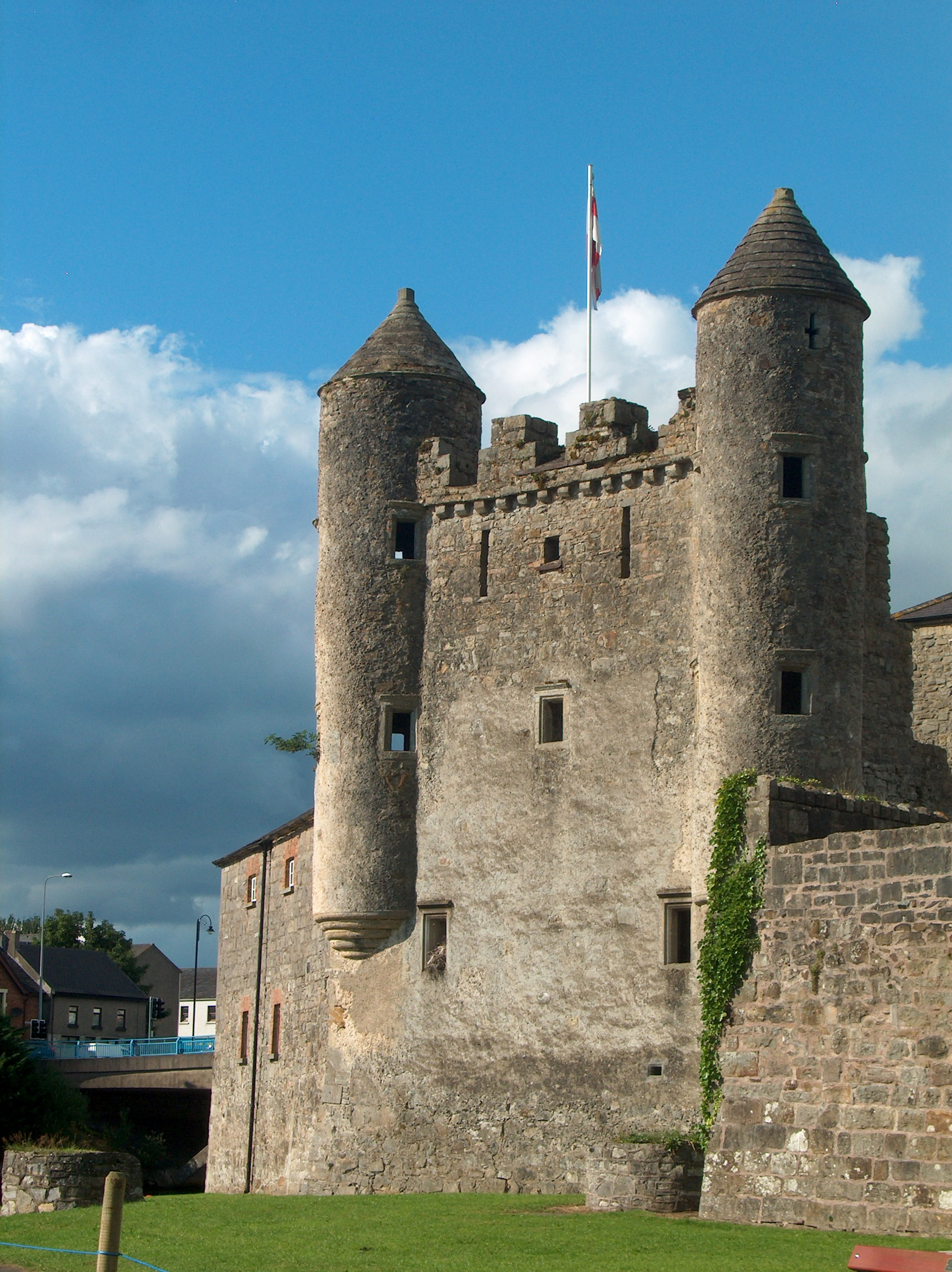
Enniskillen Castle.
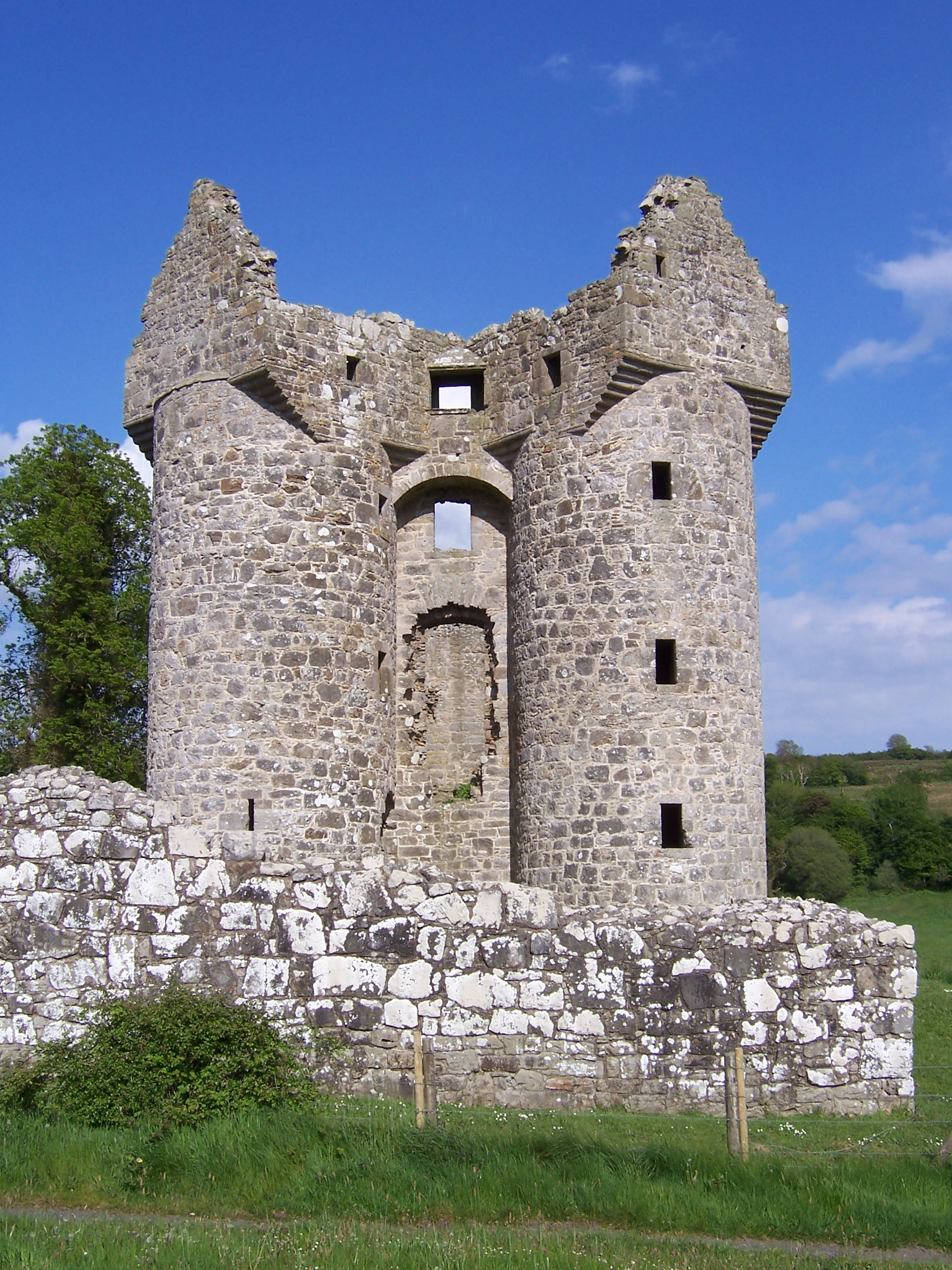
Monea Castle.